# Бівертон (Орегон)
Бівертон (англ. Beaverton) — місто (англ. city) на північному заході США, в окрузі Вашингтон штату Орегон. Розташоване у долині річки Тюалатин над Фанно-Крік, за 11 км на захід від Портленда. Бівертон знаходиться на сході округу Вашингтон і є західним передмістям Портленду з яким зв'язаний Блакитною лінією швидкісного трамваю.
Населення міста становить 96,6 тисяч осіб (2015). Це шосте за чисельністю місто в штаті.
Назва українською значить "боброве місто".

## Географія
Бівертон розташований за координатами 45°28′46″ пн. ш. 122°48′54″ зх. д. / 45.47944° пн. ш. 122.81500° зх. д. (45.479567, -122.814970).  За даними Бюро перепису населення США в 2010 році місто мало площу 48,51 км², уся площа — суходіл.

### Клімат
| Клімат : Бівертон       | Клімат : Бівертон | Клімат : Бівертон | Клімат : Бівертон | Клімат : Бівертон | Клімат : Бівертон | Клімат : Бівертон | Клімат : Бівертон | Клімат : Бівертон | Клімат : Бівертон | Клімат : Бівертон | Клімат : Бівертон | Клімат : Бівертон | Клімат : Бівертон |
| Показник                | Січ.              | Лют.              | Бер.              | Квіт.             | Трав.             | Черв.             | Лип.              | Серп.             | Вер.              | Жовт.             | Лист.             | Груд.             | Рік               |
| Абсолютний максимум, °C | 18,9              | 22,8              | 26,1              | 34,4              | 38,3              | 39,4              | 41,1              | 40,6              | 37,8              | 32,8              | 22,2              | 17,8              | 41,1              |
| Середній максимум, °C   | 6,7               | 11,1              | 13,9              | 16,1              | 19,4              | 23,9              | 26,7              | 26,7              | 24,4              | 17,8              | 10,6              | 6,1               | 17,0              |
| Середній мінімум, °C    | −0,6              | 1,7               | 3,3               | 4,4               | 6,7               | 10,6              | 12,8              | 13,3              | 9,4               | 5,6               | 3,3               | −1,1              | 5,8               |
| Абсолютний мінімум, °C  | −17,8             | −13,3             | −10               | −3,3              | −0,6              | 0,6               | 5,0               | 2,2               | −0,6              | −5,6              | −12,8             | −22,2             | −22,2             |
| Норма опадів, мм        | 148               | 123               | 103               | 71                | 57                | 41                | 17                | 21                | 42                | 74                | 154               | 163               | 1015              |
| ----------------------- | ----------------- | ----------------- | ----------------- | ----------------- | ----------------- | ----------------- | ----------------- | ----------------- | ----------------- | ----------------- | ----------------- | ----------------- | ----------------- |
| Джерело:                |                   |                   |                   |                   |                   |                   |                   |                   |                   |                   |                   |                   |                   |

## Демографія
Згідно з переписом 2010 року, у місті мешкали 89 803 особи в 37 213 домогосподарствах у складі 21 915 родин. Густота населення становила 1851 особа/км².  Було 39500 помешкань (814/км²).
Расовий склад населення:
| - 73,0 % — білих - 10,5 % — азіатів - 2,6 % — чорних або афроамериканців - 0,6 % — корінних американців - 0,5 % — вихідців з тихоокеанських островів - 8,2 % — осіб інших рас |

До двох чи більше рас належало 4,5 %. Частка іспаномовних становила 16,3 % від усіх жителів.
За віковим діапазоном населення розподілялося таким чином: 22,9 % — особи молодші 18 років, 66,7 % — особи у віці 18—64 років, 10,4 % — особи у віці 65 років та старші. Медіана віку мешканця становила 34,7 року. На 100 осіб жіночої статі у місті припадало 94,5 чоловіків;  на 100 жінок у віці від 18 років та старших — 92,1 чоловіків також старших 18 років.
Середній дохід на одне домашнє господарство  становив 75 578 доларів США (медіана — 56 882), а середній дохід на одну сім'ю — 90 829 доларів (медіана — 74 351). Медіана доходів становила 55 035 доларів для чоловіків та 45 186 доларів для жінок. За межею бідності перебувало 15,4 % осіб, у тому числі 21,6 % дітей у віці до 18 років та 10,4 % осіб у віці 65 років та старших.
Цивільне працевлаштоване населення становило 47 592 особи. Основні галузі зайнятості: освіта, охорона здоров'я та соціальна допомога — 18,6 %, науковці, спеціалісти, менеджери — 15,6 %, виробництво — 13,7 %, роздрібна торгівля — 12,7 %.

## Господарство

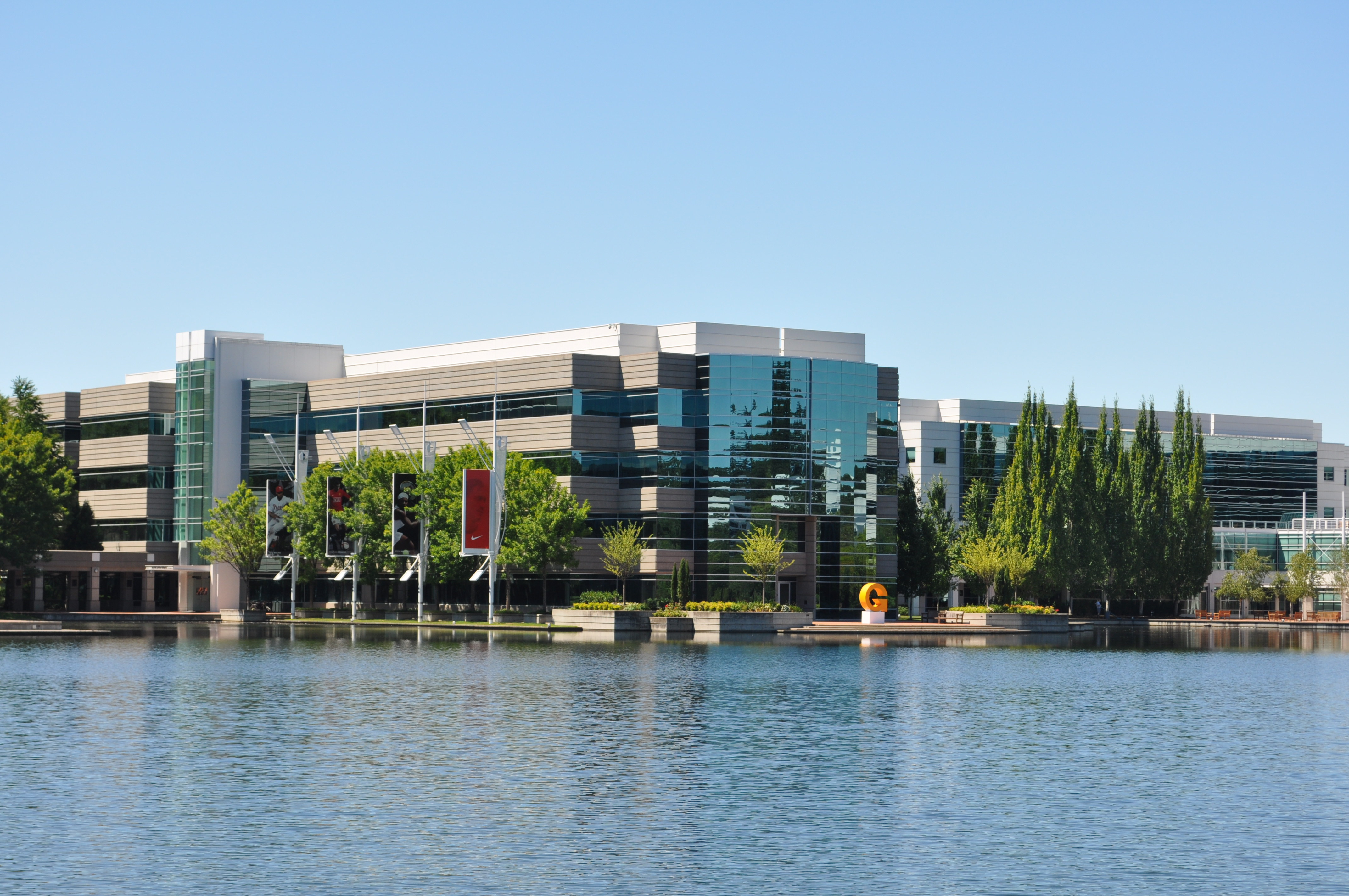
Штаб-квартира Nike

У Бівертоні розташована штаб-квартира Nike, проте територія, де розташований офіс, формально не є його частиною самого міста і є анклавом.
Бівертон є частиною високотехнологічного району ЗДА "Силіконовий ліс". Тут розмішені:
- Linux Technology Center of IBM.
- Tektronix
- Maxim Integrated Products
- VeriWave